# 磯崎村
磯崎村位於台灣花蓮縣豐濱鄉最北方，東臨太平洋，西依海岸山脈，地勢由西向東傾斜，北接壽豐鄉水璉村蕃薯寮，南鄰人口以阿美族、噶瑪蘭族為主的新社村。年均溫度約24度，年均雨量為2900毫米，雨量多在五月至十月間。本村人文資源豐富，原住民人口比例約為84%，主要聚落為磯崎部落，居民以撒奇萊雅族為主，阿美族居次，部落人口多由達固湖灣事件（Takubuwa a kawaw）後遷來的撒奇萊雅人後裔所形成的。另外行政村內還轄有高山部落、打古目部落等。高山部落族群多元，有較早到來的噶瑪蘭族、撒奇萊雅族以及阿美族、布農族丹社群人。打古目部落（又稱龜庵部落）族群分佈則以秀姑巒阿美族為主體，撒奇萊雅族和噶瑪蘭族居次，主要對外交通為台11線。

## 歷史
清代舊稱加路蘭，源自阿美語Kaluluan，地名之說有二：1.有一位阿美族人Kalulu在此製鹽，遂以名稱為加路蘭。2.本地原為阿美族獵場，山羌很多，獵人放狗追山羌，常從山坡滾下來，阿美語稱作Lulu，Kaluluan意即「滾下坡的地方」。日治昭和12年（1937）間日本人才改稱磯崎（Isozaki）。

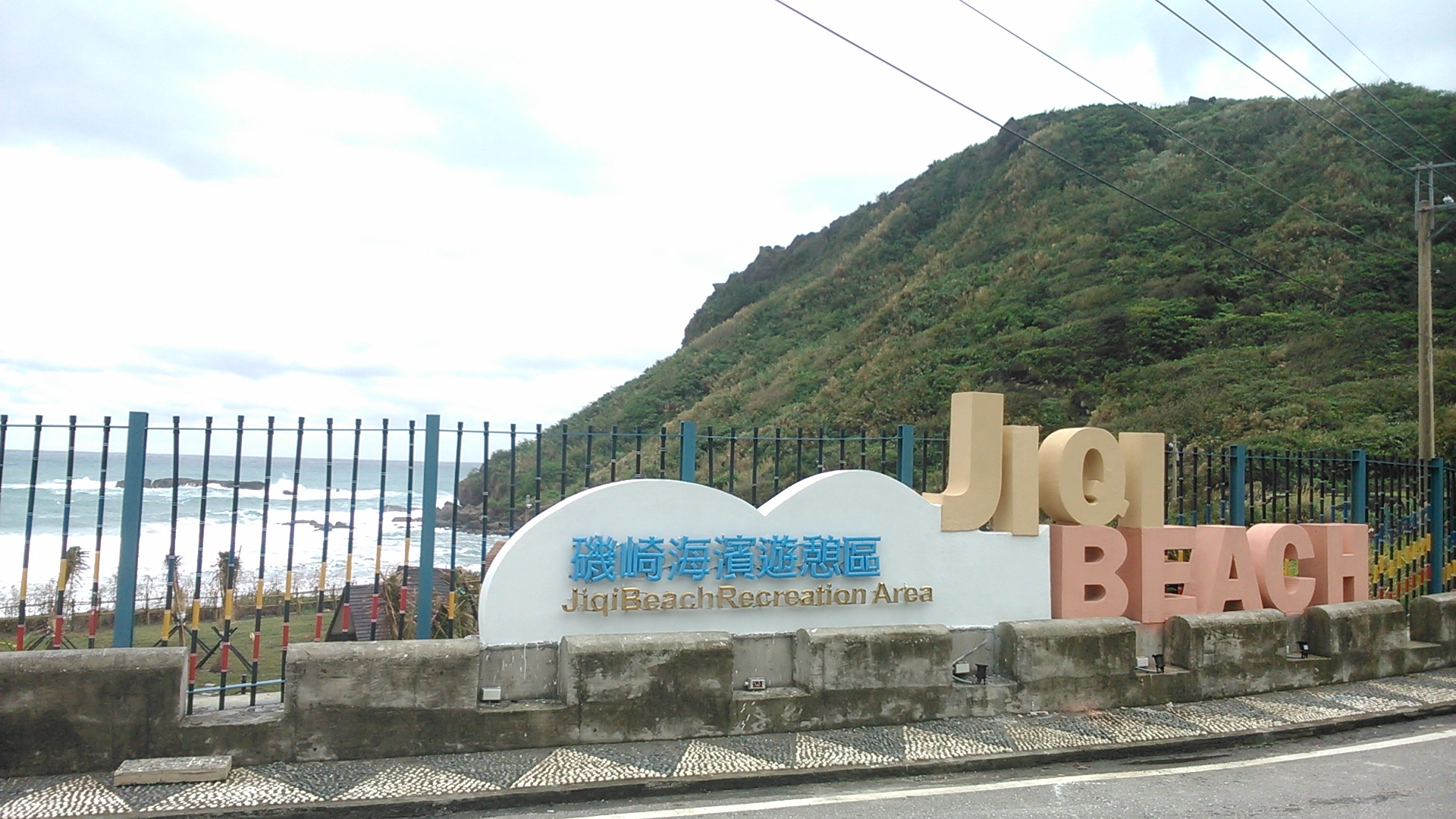
磯崎海濱遊憩區

## 觀光景點
- 磯崎海濱遊憩區：為危險水域，位於花蓮縣豐濱鄉磯崎村6-1號 ，原為磯崎海水浴場，因鹽寮漁港防波堤影響導致沙灘流失[7]。
- 磯崎國小舊址：台灣偶像劇比賽開始取景地，位於加蘭溪出海口附近。
- 芭崎休息區：向南可俯瞰磯崎海灣及大石鼻山山頭[8]。
- 大石鼻山步道：總長910公尺，大部分為枕木及石頭階梯，沿途設有里程指標及涼亭，規劃相當完善[9]
- 親不知子海上古道：沿著台11線舊線新磯隧道南端峭壁闢建，全長150公尺，分為原有古道及20公尺天空步道，天空步道以強化玻璃鋪成，下方就是垂直懸空的懸崖，還可飽覽古道風光及無敵海景。[10][11]

## 危險水域
花蓮縣府公告磯崎海域、芭崎海域為易發生溺水地點，即便陸地拓為磯崎海濱遊憩區，時有兇猛長浪侵襲、掏空路基。遊人應遠離岸邊、嚴禁戲水。